# Ramón Cabanillas

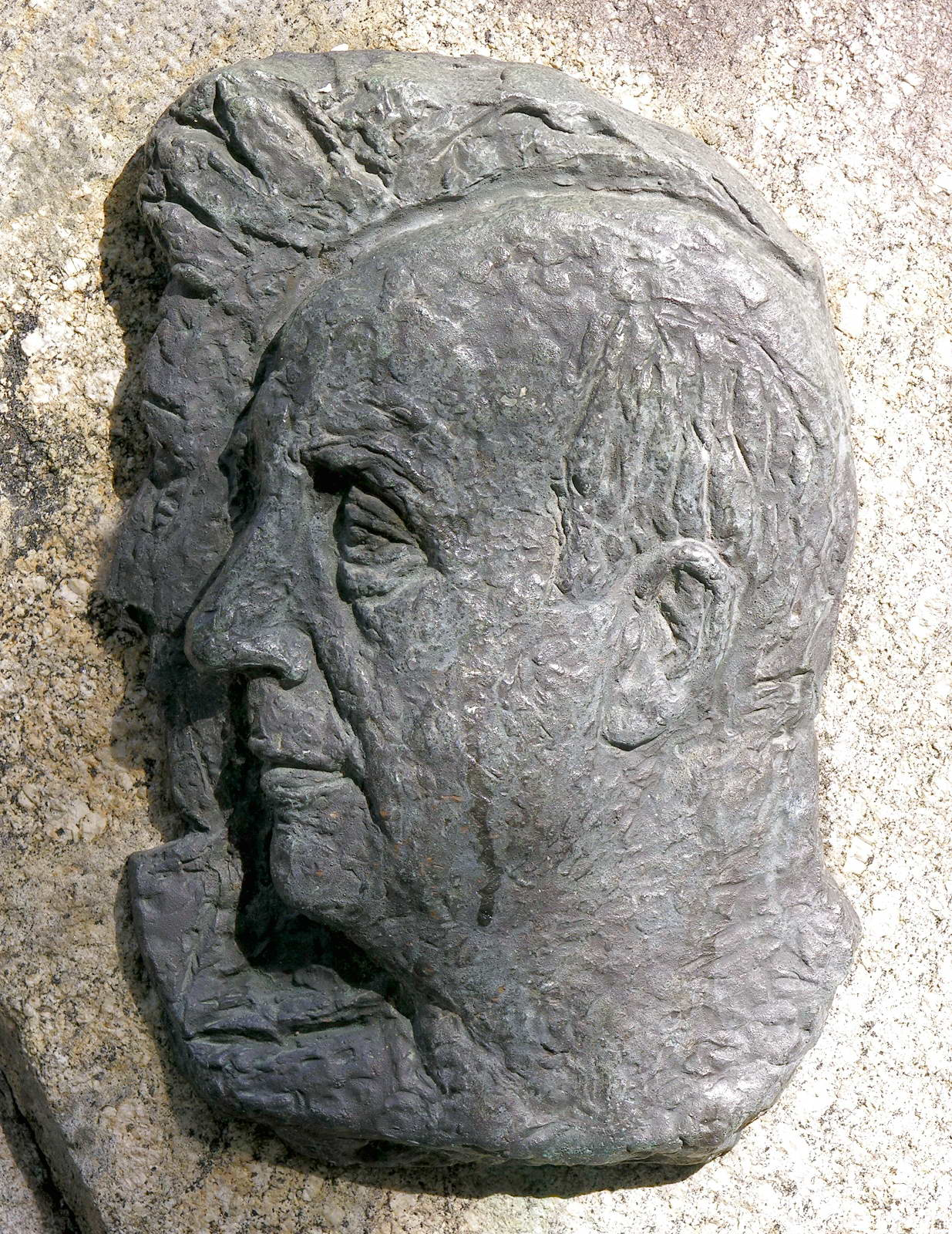
Ramón Cabanillas.

Ramón Cabanillas Enríquez (3. června 1876, Cambados – 9. listopadu 1959 tamtéž) byl španělský spisovatel tvořící v galicijštině.

## Životopis
Cabanillas navštěvoval v letech 1889 až 1893 Seminario de San Martiño Pinario. Pracoval deset let ve svém rodném městě v notářské kanceláři a později v administrativě obecní správy. V roce 1910 odjel na Kubu. Působil jako provozní ředitel Teatro Nacional v Havaně a vydával El centro, bulletin Centro Gallego. V novinách Suevia mu otiskli první báseň. V roce 1912 se krátce vrátil do Španělska, kde se zúčastnil Acción Gallega a podporoval Álvareze'.
V roce 1913 vyšel na Kubě jeho první román No desterro . Po dvou letech odjel Cabanillas zpět do Španělska. Byl v letech 1916 a 1924 tajemníkem obecní rady a kandidoval v roce 1931 do ústavního shromádění. Před občanskou válkou byl členem organizace Irmandades da Fala a jedním ze symbolů galicijského nacionalistického hnutí. Na Real Academia Galega přednesl v roce 1920 přednášku na téma A saudade nos poetas galegos a na Real Academia Española v Madridu v roce 1929 spolu s Valledorem přednášku o životě a díle Pondala.
Vypuknutí občanské války překvapilo Cabanillase v Madridu. Vrátil se přes Valencii, kde se setkal s Castelaonem, do rodného města. V následujících letech pracoval jako tajemník v několika galicijských obcích.

## Dílo
- No desterro. Visións galegas (1913)
- Vento mareiro (1915)
- Da terra asoballada (1917)
- A man da santiña, komedie (1921)
- O bendito San Amaro (1926)
- O mariscal (spoluautor Antón Vilar Ponte), drama (1926)
- A rosa de cen follas. Breviario dun amor (1927)
- Caminos do tempo (1949)
- Romance do cristián e do mouro na Franqueira (1949)
- Antífona da cantiga (1951)
- Da miña zanfona (1954)
- Versos de alleas terras e de tempos idos (1955)
- Macías o namorado (1956)
- Samos (1958)
- Ofrenda das fadas no portal de Belén (1958)
- Romaxes da Franqueira con mais o Romance i o diálogo do mouro i o cristiano (posmrtně 1974)
- Galicia, 1808 (nezveřejněno)